# 인도네시아의 지리

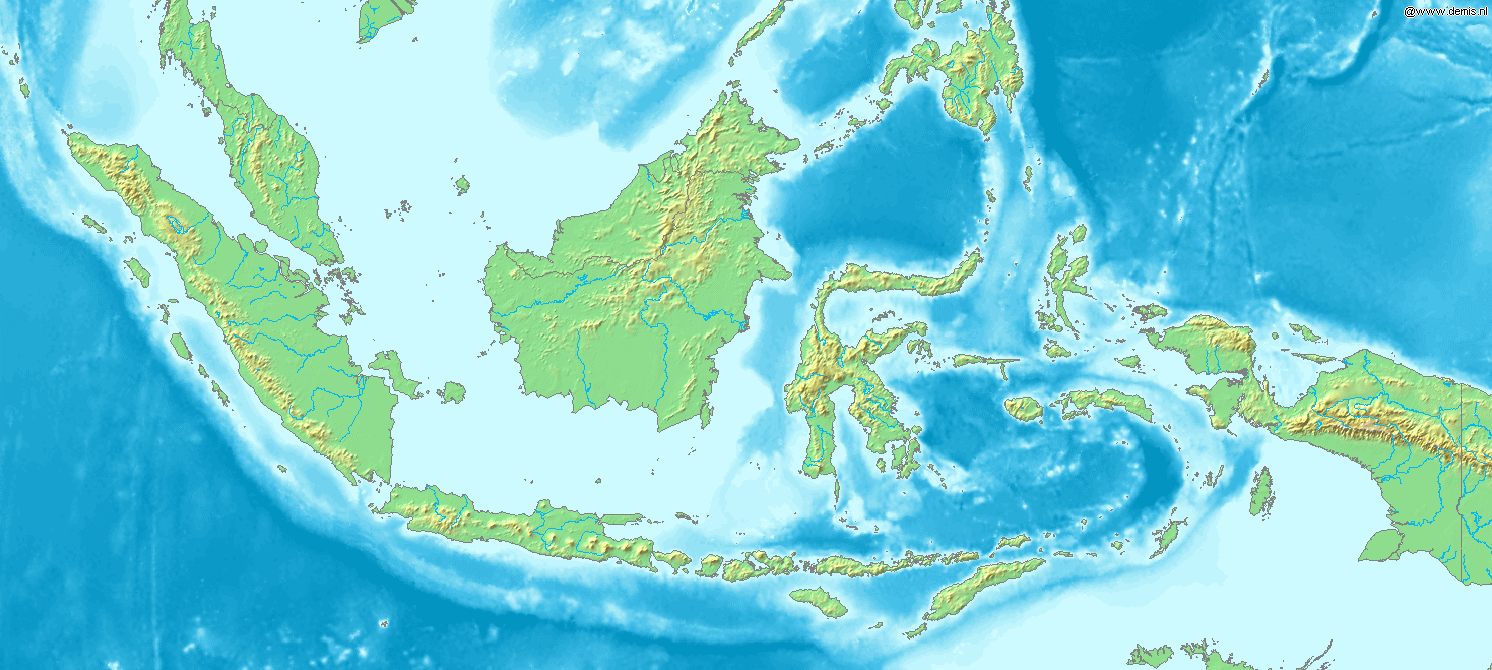

인도네시아는 아시아대륙과 오스트레일리아대륙 사이에 있으며 대소 1만 4,000여개의 섬으로 이루어진다. 세계 최대의 섬나라이다. 대(大)순다열도(수마트라, 칼리만탄, 자바, 셀레베스)와 자바의 동쪽에 소(小)순다열도(발리, 롬복, 숨바와, 숨바, 티모르), 그리고 몰루제도(할마헤라, 세람, 부르) 및 뉴기니 등의 섬을 지닌 해역은 넓이가 미국의 면적에 상당하다.지형적으로 보면 동부의 순다해웅(海棚－칼리만탄)과 서부의 사울해붕은 안정지대이나 이 두 안정지대 사이에 낀 섬들은 불안정지대에 속하여 현재도 심한 화산(火山) 활동이 되풀이해서 일어나고 있다. 미얀마 아라칸산맥의 연장이 수마트라 서부의 산맥을 형성하며, 순다해협에서는 크라카타 우화산을 형성하고, 자바에 들어와서는 서부의 산맥을 이룬다. 이러한 산맥의 연장은 발리, 롬보크, 숨바와, 플로레스에까지 미친다. 그리고 필리핀에서 남하하는 환태평양조산호(環太平洋造山弧)와 교차해서 셀레베스, 할마헤라 등 진기한 형상의 섬을 만든다.2,000~3,000m의 산지(山地)가 수마트라와 자바의 척량(脊梁)/산맥을 이루는데 이들 산맥과 남중국해 및 자바해 중간에 많은 고원과 평야가 형성되어 고대부터 인간의 생활무대가 되었다. 큰 하천(河川)들은 남중국해와 자바해로 흘러들며 교통로의 구실도 하고 있다.